# Bella, Prof!
Bella, Prof! è il primo album in studio di Lorenzo Baglioni, pubblicato il 16 febbraio 2018.

## Descrizione
L'album contiene dodici brani che trattano una varietà di argomenti didattici, dalla grammatica alla matematica, dalla biologia alla chimica, offrendo un'esperienza d'ascolto educativa e divertente. Ogni canzone è la parodia di un genere musicale o di un artista e nel disco sono presenti pezzi pop, reggaeton, dance, rap, trap. Baglioni mescola testi didattici, a volte molto tecnici, con la musica, creando un connubio originale tra intrattenimento e conoscenza.

## Tracce
Testi e musiche di Lorenzo Baglioni e Michele Baglioni (tranne Il Congiuntivo, di Lorenzo Baglioni, Michele Baglioni, Lorenzo Piscopo).
1. Le Leggi di Keplero [feat. Supplenti Italiani] – 3:28
2. El Corazon [feat. El Profesor] – 3:25
3. Il Congiuntivo [feat. Studenti per Caso] – 3:02
4. L'Apostrofo [feat. Il Pedante] – 3:33
5. Il Piano Inclinato [feat. P.R.O.F.] – 2:59
6. Logaritmi [feat. Dark Prof Gang] – 2:37
7. La Perifrastica Passiva [feat. Prof Sinclair] – 3:24
8. Il Teorema di Ruffini [feat. P.R.O.F.] – 2:16
9. Il Modello Atomico [feat. Supplenti Italiani] – 2:53
10. La Classificazione dei Silicati [feat. Proffspring] – 3:27
11. Le Ossidoriduzioni [feat. P.R.O.F.] – 2:23
12. I Principi della Termodinamica [feat. Supplenti Italiani] – 3:09